# Tex Watson
Charles Denton „Tex” Watson  (ur. 2 grudnia 1945 w Dallas) – amerykański morderca. Był głównym członkiem sekty Charlesa Mansona zwanej „Rodziną”. W nocy z 8 na 9 sierpnia 1969 roku wraz z Susan Atkins i Patricią Krenwinkel wziął udział w morderstwie ciężarnej aktorki Sharon Tate oraz Jaya Sebringa, Wojciecha Frykowskiego i Abigail Folger w domu przy Cielo Drive w Beverly Hills. Następnej nocy udał się do Los Feliz, gdzie uczestniczył w zabójstwie Leno i Rosemary LaBianca.
Za zbrodnie został skazany na karę śmierci. Watson uniknął egzekucji z powodu zmiany prawa stanowego – wyrok zastąpiono dożywotnim pozbawieniem wolności.